# حي الشعلان (الرياض)
حي الشعلان هو أحد أحياء جنوب الرياض، بالسعودية، وقد تم دمجه مؤخراً مع الحي المجاور له وهو حي الشفا ليلغى رسمياً مسمى حي الشعلان. حاز اسمه نسبة للشيخ محمد بن عبد الله بن عثمان الشعلان ومنشئه من مدينة القصب ويلقب بالشعلاني (توفي في عام 1991م في الرياض)[بحاجة لمصدر]